# Szánkó a 2016. évi téli ifjúsági olimpiai játékokon
A 2016. évi téli ifjúsági olimpiai játékokon a szánkó versenyszámait február 14. és 16. között rendezték a Lillehammer-ben.

## Részt vevő nemzetek
A versenyeken 24 nemzet 70 sportolója vett részt.
| Nemzetek               | Férfi indulók | Női indulók | Csapat indulók | Váltó | Összesen |
| ---------------------- | ------------- | ----------- | -------------- | ----- | -------- |
| Argentína (ARG)        |               | 1           |                |       | 1        |
| Ausztria (AUT)         | 1             | 1           | 2              | X     | 4        |
| Ausztrália (AUS)       |               | 1           |                |       | 1        |
| Bulgária (BUL)         | 1             | 1           |                |       | 2        |
| Csehország (CZE)       | 1             | 1           | 2              | X     | 4        |
| Egyesült Államok (USA) | 1             | 1           | 2              | X     | 4        |
| Franciaország (FRA)    | 1             | 1           |                |       | 2        |
| Grúzia (GEO)           | 1             |             |                |       | 1        |
| Kanada (CAN)           | 1             | 1           | 2              | X     | 4        |
| Kazahsztán (KAZ)       |               | 1           | 2              |       | 3        |
| Lengyelország (POL)    | 1             | 1           | 2              | X     | 4        |
| Lettország (LAT)       | 1             | 1           | 2              | X     | 4        |
| Moldova (MDA)          | 1             | 1           |                |       | 2        |
| Nagy-Britannia (GBR)   | 1             |             |                |       | 1        |
| Németország (GER)      | 1             | 1           | 2              | X     | 4        |
| Norvégia (NOR)         | 1             | 1           |                |       | 2        |
| Olaszország (ITA)      | 2             | 1           | 2              | X     | 5        |
| Oroszország (RUS)      | 1             | 1           | 2              | X     | 4        |
| Románia (ROU)          | 1             | 1           | 2              | X     | 4        |
| Svédország (SWE)       | 1             | 1           |                |       | 2        |
| Szlovákia (SVK)        | 1             | 1           | 2              | X     | 4        |
| Tajvan (TPE)           | 1             |             |                |       | 1        |
| Törökország (TUR)      | 1             | 1           |                |       | 2        |
| Ukrajna (UKR)          | 1             | 1           | 2              | X     | 4        |
| Összes sportoló        | 22            | 22          | 26             |       | 70       |

## Éremtáblázat
(A táblázatokban az egyes számoszlopok legmagasabb értéke, vagy értékei vastagítással kiemelve.)
| A 2016. évi téli ifjúsági olimpiai játékok éremtáblázata szánkóban | A 2016. évi téli ifjúsági olimpiai játékok éremtáblázata szánkóban | A 2016. évi téli ifjúsági olimpiai játékok éremtáblázata szánkóban | A 2016. évi téli ifjúsági olimpiai játékok éremtáblázata szánkóban | A 2016. évi téli ifjúsági olimpiai játékok éremtáblázata szánkóban | Olimpia  |
| ------------------------------------------------------------------ | ------------------------------------------------------------------ | ------------------------------------------------------------------ | ------------------------------------------------------------------ | ------------------------------------------------------------------ | -------- |
|                                                                    | Ország                                                             | Arany                                                              | Ezüst                                                              | Bronz                                                              | Összesen |
| 1.                                                                 | Németország (GER)                                                  | 1                                                                  | 3                                                                  | 0                                                                  | 4        |
| 2.                                                                 | Kanada (CAN)                                                       | 1                                                                  | 0                                                                  | 1                                                                  | 2        |
| 2.                                                                 | Olaszország (ITA)                                                  | 1                                                                  | 0                                                                  | 1                                                                  | 2        |
| 4.                                                                 | Lettország (LAT)                                                   | 1                                                                  | 0                                                                  | 0                                                                  | 1        |
|                                                                    |                                                                    |                                                                    |                                                                    |                                                                    |          |
| 5.                                                                 | Oroszország (RUS)                                                  | 0                                                                  | 1                                                                  | 1                                                                  | 2        |
|                                                                    |                                                                    |                                                                    |                                                                    |                                                                    |          |
| 6.                                                                 | Ausztria (AUT)                                                     | 0                                                                  | 0                                                                  | 1                                                                  | 1        |
|                                                                    |                                                                    |                                                                    |                                                                    |                                                                    |          |
| Összesen                                                           | Összesen                                                           | 4                                                                  | 4                                                                  | 4                                                                  | 12       |

## Érmesek
| A 2016. évi téli ifjúsági olimpiai játékok érmesei szánkóban |                                                                                          |          |                                                                                                  |          |                                                                                      |          |
| Versenyszám                                                  | Arany                                                                                    | Arany    | Ezüst                                                                                            | Ezüst    | Bronz                                                                                | Bronz    |
| Fiú                                                          | Kristers Aparjods · Lettország (LAT)                                                     | 1:35,309 | Paul-Lukas Heider · Németország (GER)                                                            | 1:35,955 | Reid Watts · Kanada (CAN)                                                            | 1:35,994 |
| Lány                                                         | Brooke Apshkrum · Kanada (CAN)                                                           | 1:46,026 | Jessica Tiebel · Németország (GER)                                                               | 1:46,097 | Madeleine Egle · Ausztria (AUT)                                                      | 1:46,267 |
| Fiú kettes                                                   | Olaszország (ITA) · Felix Schwarz · Lukas Gufler                                         | 1:44,260 | Németország (GER) · Hannes Orlamuender · Paul Gubitz                                             | 1:45,114 | Oroszország (RUS) · Vsevolod Kashkin · Konstantin Korshunov                          | 1:45,272 |
| Vegyes váltó                                                 | Németország (GER) · Jessica Tiebel · Paul-Lukas Heider · Hannes Orlamuender, Paul Gubitz | 2:52,520 | Oroszország (RUS) · Olesya Mikhaylenko · Evgenii Petrov · Vsevolod Kashkin, Konstantin Korshunov | 2:52,708 | Olaszország (ITA) · Marion Oberhofer · Fabian Malleier · Felix Schwarz, Lukas Gufler | 2:53,040 |